# Gun Island
Gun Island est l'une des plus grandes îles du Pelsaert Group des Houtman Abrolhos, dans l'océan Indien au large de la côte ouest de l'Australie.

## Géographie
Elle se situe nominalement à environ 4 km au nord et à l'est de Half Moon Reef et est un affleurement calcaire plat d'environ 800 mètres sur 420 mètres. L'île fait partie de la zone importante pour la conservation des oiseaux de Houtman Abrolhos, identifiée comme telle par BirdLife International en raison de son importance en nombre d'oiseaux de mer nicheurs.

## Histoire
Entre juin 1727 et mars 1728, l'équipage du navire néerlandais de la VOC Zeewijk (en) s'y échoue après avoir heurté le récif Half Moon. Une chaloupe avec 11 marins qui ont été envoyée chercher de l'aide ne revient pas. Les survivants utilisent alors l'épave de leur navire pour construire un sloop de 20 mètres, qu'ils baptisent le Sloepie. Des 88 membres d'équipage qui survivent, 82 arrivent à Batavia le 30 avril 1728.
En 1840, lors des relevés de l'Amirauté sur la côte nord-ouest, l'équipage du HMS Beagle découvre un canon en laiton d'environ trois livres de calibre et un canon pivotant en fer sur lequel de la peinture est encore collée. Le capitaine John Lort Stokes et le commandant John Clements Wickham nomment l'endroit Gun Island. Ils ont également découvert plusieurs pièces de monnaie, dont une datée d'environ 1707 et une autre de 1720. Ils remarquent aussi ce qui semble être la poutre d'un navire traversée par un boulon en fer, ainsi que des bouteilles en verre et des pipes en argile et présument que ces objets ont été laissés là par les naufragés du Zeewijk 112 ans plus tôt.
En 1883, Charles Edward Broadhurst (en), qui a obtenu un bail pour l'exportation du guano, découvre plusieurs campements, ainsi que des os de phoques qui ont manifestement été tués pour se nourrir par l'équipage du Zeewijk.
Gun Island est l'une des îles des Abrolhos où l'on exploite le plus le guano. L'exploitation du guano s'y poursuit à une échelle commerciale des années 1880 aux années 1920, puis à nouveau au milieu des années 1940. Une jetée en pierre de 100 mètres dans l'angle sud-est de l'île, construite pour le chargement du guano, reste intacte.
Le yacht Nautilus y fait naufrage en 1897.
De juin à novembre 1968, un puits d'essai stratigraphique est foré sur l'île par BP Petroleum Development Australia dans le bassin de Perth. Il atteint une profondeur totale de 3 725 m.

## Archéologie
En 1974, une expédition archéologique composée de membres du Western Australian Museum effectue des fouilles sur l'île.
L'île est classée comme ayant une importance de conservation « élevée » et est l'une des sept zones protégées des îles Abrolhos. Les restrictions imposées aux zones protégées signifient que « les visiteurs ne doivent pas effectuer de fouilles ou de travaux de terrassement importants dans les zones autour des sites archéologiques maritimes déclarés, sauf autorisation », et qu'ils ne doivent pas non plus emporter d'appareils de détection de métaux sur l'île.
Un rocher de 20 mètres de large appelé Gun Islet se trouve à environ 30 mètres de la pointe sud de l'île.